# Кхаи
Ким Джонъин (кор. 김종인?, 金鍾仁?; род. 14 января 1994, известен под сценическим псевдонимом Кхаи (кор. 카이) — южнокорейский певец, актёр, модель и танцор. Является участником южнокорейско-китайской группы Exo, её корейской подгруппы EXO-K и южнокорейской супергруппы SuperM. Помимо деятельности в своей группе, Кхаи также снялся в различных телевизионных сериалах, таких как «Шоколадный Банк» (2016), «Анданте» (2017) и «Пришла Весна» (2018).

## Биография

### Ранняя жизнь
Ким Джонъин родился 14 января 1994 года в Сунчхоне, провинция Южная Чолла, Южная Корея. Он начал танцевать, когда ему было восемь лет. Первоначально он занимался джазовыми танцами, но после просмотра «Щелкунчика» начал заниматься балетом ещё в третьем классе. Он заявил, что его родители первоначально хотели, чтобы он изучил тхэквондо и фортепиано. Но после первого же дня занятий парень бросил, поняв, что это не его. Огромную роль в карьере Джонъина сыграл отец, который поддержал его увлечение танцами.
После участия в конкурсе SM Youth Best при поддержке своего отца, он выиграл и подписал контракт с компанией в 2007 году в возрасте тринадцати лет. Он начал заниматься хип-хопом после присоединения к SM Entertainment.
Кхаи окончил школу исполнительских искусств Сеула в феврале 2012 года.

### 2011—2015: Дебют и начало карьеры
Кхаи был первым членом Exo, который был официально представлен общественности 23 декабря 2011 года. Он сделал свое первое телевизионное выступление вместе с другими членами EXO Лу Ханем, Чхеном и Тао, а также другими артистами SM Entertainment в конце года музыкальной программы Gayo Daejeon 29 декабря 2011 года. Группа официально дебютировала в апреле 2012 года и с тех пор приобрела значительную популярность и коммерческий успех.
В октябре 2012, Кхаи, Ынхёк, Генри, Хеён, Тхэмин и Лу Хань стали частью рекламной организации «Younique Unit». Группа выпустила сингл «Maxstep», как символ сотрудничества между S.M. Entertainment и Hyundai. Позже, в декабре того же года, присоединился к танцевальной группе «S.M. The Performance» вместе с Лэем, Юнхо TVXQ, Донхвой, Минхо и Тхэмином из SHINee. Группа впервые появилась на Gayo Daejeon 29 декабря, и представила сингл «Spectrum», который был официально выпущен следующим днём.
В августе 2014 года Кхаи был участвовал в песне «Pretty Boy» из дебютного мини-альбома Тхэмина из SHINee.

### С 2016: Актёрская карьера и дебют в SuperM

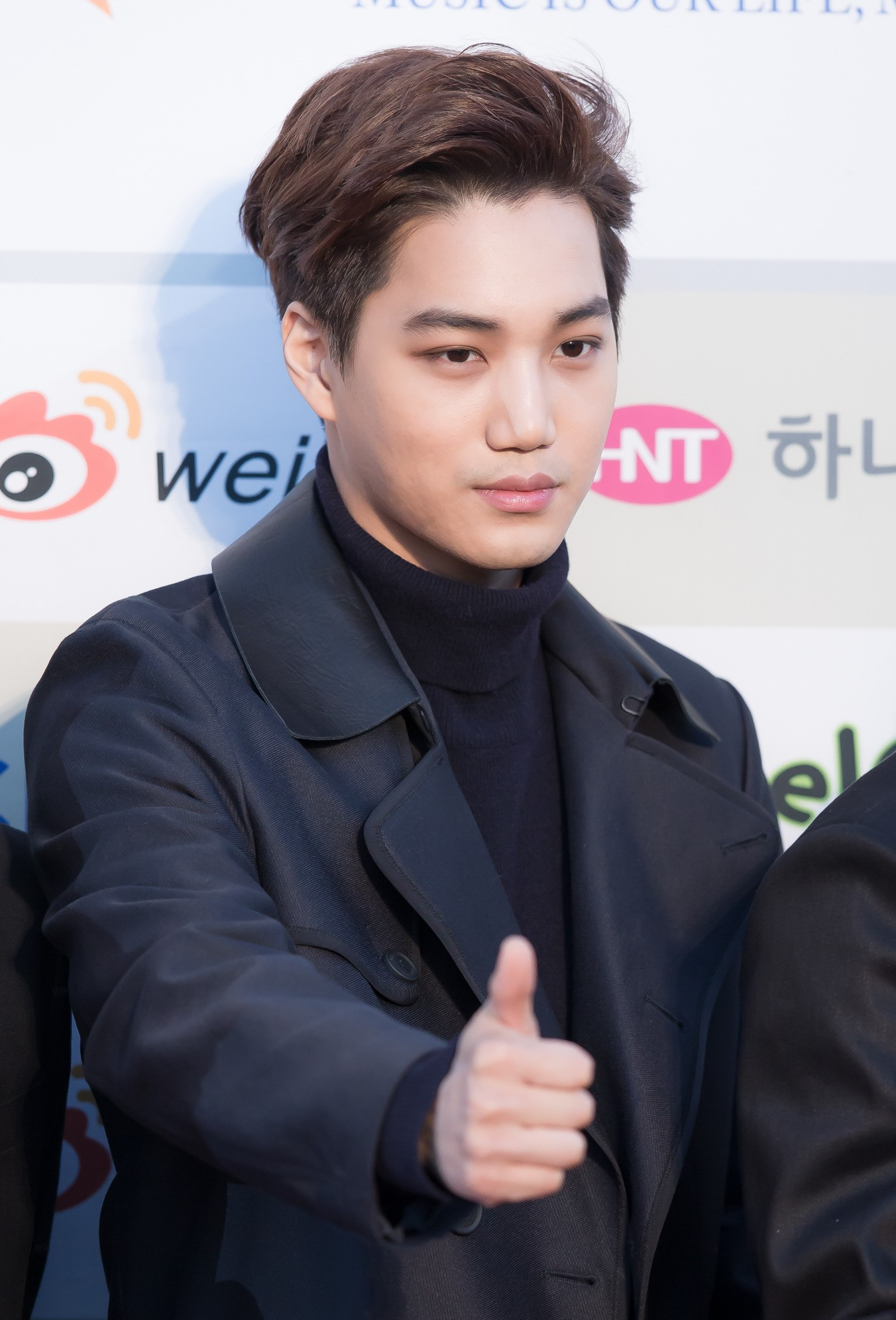
Кхаи на премии Gaon Chart K-pop Awards, 2016 год

В январе 2016 года Кхаи дебютировал в качестве актёра в веб-драме «Шоколадный банк», которая достигла рекордной аудитории. В декабре 2016 года он снялся в двух эпизодах специальной веб-дорамы «Первые семь поцелуев», которая была выпущена Lotte Duty Free.
В январе 2017 года было объявлено, что Кхаи будет играть главную мужскую роль в подростковой дораме «Анданте», играя ученика средней школы. В феврале 2017 года он снялся в японской драме «Весна пришла», основанной на одноимённом японском романе. Дорама отмечает первый раз, когда неяпонский актёр берет на себя ведущую роль в дораме, произведенной вещательной станцией WOWOW.
В декабре 2017 года Кхаи был выбран в качестве модели обложки для декабрьского выпуска журнала The Big Issue, известного своей помощью бездомным. Журнал разошёлся тиражом 20 000 экземпляров в течение первых двух дней, и до сих пор было продано 80 000 экземпляров, что является самым большим количеством проданных экземпляров с момента запуска журнала в июле 2010 года.
В 2018 году Кхаи снялся в мелодраме «Чудо, которое мы встретили».
7 августа 2019 года было подтверждено, что Кхаи является членом SuperM, «K-pop супергруппы», созданной SM Entertainment в сотрудничестве с Capitol Records. Продвижение группы начались в октябре и направлены на американский рынок. SuperM дебютировали с одноименным дебютным мини-альбомом 4 октября 2019 года.
16 сентября 2019 года Кхаи стал первым в истории корейским послом и лицом модного дома Gucci. В декабре 2019 вышел короткометражный фильм от VOGUE, GQ и GUCCI «Артисты». В этом фильме Кхаи погружался в свое прошлое, показал с чего начинался его путь артиста, кто ему помог.

## Личная жизнь
С 2016 по 2017 год встречался с Кристалл из fx. С октября 2018 года состоял в отношениях с Дженни из BLACKPINK, но 25 января 2019 года стало известно, что пара рассталась.

## Дискография

### Песни
| Название                                                                     | Год                | Высшая позиция     | Высшая позиция     | Продажи (DL)       | Альбома                            |
| Название                                                                     | Год                | KOR Gaon           | US World           | Продажи (DL)       | Альбома                            |
| Как ведущий артист                                                           | Как ведущий артист | Как ведущий артист | Как ведущий артист | Как ведущий артист | Как ведущий артист                 |
| ---------------------------------------------------------------------------- | ------------------ | ------------------ | ------------------ | ------------------ | ---------------------------------- |
| «Deep Breath»                                                                | 2014               | —                  | —                  | - KOR: 12,485      | Exology Chapter 1: The Lost Planet |
| «I See You»                                                                  | 2019               | —                  | —                  | н/д                | EXO PLANET #4 — The EℓyXiOn [dot]  |
| Коллаборации                                                                 |                    |                    |                    |                    |                                    |
| «Maxstep» (в составе Younique Unit)                                          | 2012               | 228                | —                  | н/д                | PYL Younique Volume 1              |
| Как приглашенный артист                                                      |                    |                    |                    |                    |                                    |
| «Pretty Boy» (вместе с Тхэмином)                                             | 2014               | 33                 | 15                 | - KOR: 53,588      | Ace                                |
| «—» denotes releases that did not chart or were not released in that region. |                    |                    |                    |                    |                                    |

## Фильмография

### Дорамы
| Год  | Название                  | Роль       | Канал         | Заметки                                       |
| ---- | ------------------------- | ---------- | ------------- | --------------------------------------------- |
| 2012 | Для тебя в полном цвету   | Камео      | SBS           | Эпизод 2                                      |
| 2015 | Мои соседи EXO            | Камео      | Naver TV Cast | Повторяющийся; вымышленная версия самого себя |
| 2016 | Шоколадный Банк           | Ким Ён Хэн | Naver TV Cast | Главная роль                                  |
| 2016 | Семь первых поцелуев      | Кая        | Naver TV Cast | Появление в эпизоде № 4-№ 5                   |
| 2017 | Анданте                   | Ли Си Гён  | KBS 1         | Главная роль                                  |
| 2018 | Пришла Весна              | Ли Чжи Вон | WOWOW         | Главная роль; Японская дорама                 |
| 2018 | Чудо которое мы встретили | Ато        | KBS2          | Второстепенная роль                           |

### Развлекательные шоу
| Год  | Телеканал | Программа      | Роль                 | Ссылки |
| ---- | --------- | -------------- | -------------------- | ------ |
| 2018 | MBC       | Under Nineteen | Специальный директор | [ 30 ] |
| 2019 | KBS       | Sooro’s Rovers | Основной состав      |        |

## Награды и номинации
| Год  | Премия  | Категория                         | Номинация | Результат | Ссылка |
| ---- | ------- | --------------------------------- | --------- | --------- | ------ |
| 2018 | StarHub | Любимый Персонаж Корейской Дорамы | Анданте   | Победа    | [ 31 ] |